# Boroxin
Boroxin je heterocyklická sloučenina s molekulami tvořenými šestičlennými cykly, ve kterých se střídají atomy kyslíku a boru spojené jednoduchými vazbami, přičemž na každý bor je navázán atom vodíku. Deriváty boroxinu, jako jsou trimethylboroxin a trifenylboroxin, se souhrnně označují jako boroxiny. Jedná se o pevné látky, obvykle se za pokojové teploty vyskytující v rovnováze s příslušnými boronovými kyselinami. Mimo teoretické studie se boroxin nejvíce využívá při výrobě optických zařízení.

## Struktura
Trikoordinované sloučeniny boru mají obvykle trigonální rovinné geometrie a boroxinový kruh je tak rovněž rovinný. Tyto sloučeniny jsou izoelektronické s benzenem. Díky prázdnému orbitalu p mohou mít částečně aromatické vlastnosti.
Jednoduché vazby atomů boru v boroxinech jsou většinou typu s. Ethylboroxin se vyznačuje vazebnými délkami 138,4 pm u vazby B-O a 156,5 pm u B-C. V případě fenylboroxinu jsou délky odpovídajících vazeb 138,6 a 154,6 pm, což naznačuje jen malý vliv substituentu na velikost boroxinového kruhu.
Substituenty boroxinu ovlivňují výslednou krystalovou strukturu. Nejjednodušší je u alkylovaných boroxinů, u nichž je vždy kyslíkový atom jedné molekuly spojen s atomem boru v druhé, takže každý atom boru se nachází mezi dvěma atomy kyslíku. Tímto se vytváří trubicovitá struktura. Mezimolekulové vzdálenosti B-O u ethylboroxinu činí 346,2 pm, což je výrazně více, než délka vazby B-O (138,4 pm). Krystalová struktura fenylboroxinu je složitější; interakce mezi prázdnými orbitaly p v atomech boru a π elektrony aromatických substituentů jsou příčinou odlišné struktury. Boroxinový kruh jedné molekuly je uzavřen mezi dva fenylové kruhy zbylých molekul. Toto uspořádání dovoluje fenylovým skupinám dodávat π elektronovou hustotu do prázdných p orbitalů boru.

## Příprava
Příprava boroxinů, objevená ve 30. letech 20. století, spočívá v dehydrataci příslušných boronových kyselin. Dehydrataci je možné provést pomocí vysoušedla nebo zahříváním ve vysokém vakuu. Trimethylboroxin lze též získat reakcí oxidu uhelnatého s diboranem (B2H6) za katalýzy borohydridem lithným (LiBH4):
{\displaystyle {\ce {3CO}}+1.5\ \overbrace {{\ce {B2H6}}} ^{{\ce {diboran}}}\ {\ce {->[{\ce {LiBH4}}] (CH3BO)3}}}

## Reakce a použití
Trimethylboroxin se používá k methylacím arylhalogenidů skrz Suzukiovy reakce:
{\displaystyle {\ce {{\overset {(X = Br, I)}{C6H5X}}+ (CH3BO)3 ->[{\ce {K2CO3, Pd(PPh3)4}}][{\ce {dioxan}}] C6H5CH3}}}
Další druh Suzukiovy reakce vykazuje selektivitu vůči arylchloridům:
Boroxiny také mohou sloužit jako prekurzory monomerních oxoboranů, HB≡O. Tyto sloučeniny se rychle, i za nízkých teplot, přeměňují zpět na cyklické boroxiny.